# فرودگاه شهری چینل
فرودگاه شهری چینل (به انگلیسی: Chinle Municipal Airport) یک فرودگاه همگانی بهره‌برداری هوایی است که یک باند فرود آسفالت دارد و طول باند آن ۲۱۰۳ متر است. این فرودگاه در کشور مکزیک قرار دارد و در ارتفاع ۱۶۹۲ متری از سطح دریا واقع شده‌است.